# Sophronica gracillima
Sophronica gracillima är en skalbaggsart som beskrevs av Stefan von Breuning 1943. Sophronica gracillima ingår i släktet Sophronica och familjen långhorningar. Inga underarter finns listade i Catalogue of Life.